# Nicolas Roche (cycliste)
« Nicolas Roche » redirige ici. Pour le diplomate, voir Nicolas Roche (diplomate).
Nicolas Roche, né le 3 juillet 1984 à Conflans-Sainte-Honorine (Yvelines), est un coureur cycliste et directeur sportif irlandais, professionnel entre 2005 et 2021. 
Durant sa carrière, il est notamment quadruple champion d'Irlande sur route. Il a également remporté deux étapes du Tour d'Espagne (en 2013 et 2015) et a terminé à deux reprises dans le top 10 de cette course (en 2010 et 2013). Au total, il a pris le départ de 24 grands tours et en a terminé 22. Entre 2006 et 2021, il représente l'Irlande à quatre reprises aux Jeux olympiques et à onze reprises aux mondiaux sur route. Après sa carrière de coureur, il devient directeur sportif de la sélection irlandaise et consultant TV.

## Biographie

### Jeunesse et années amateurs
Nicolas Roche est le fils de Stephen Roche, ancien coureur cycliste irlandais qui a notamment réalisé le triplé Tour de France-Tour d'Italie-Championnat du monde en 1987, et de Lydia, de nationalité française. Ses oncles Lawrence Roche et Neil Martin ont également été cyclistes professionnels, de même que son cousin Daniel Martin. Né à Conflans-Sainte-Honorine dans les Yvelines, en France, il possède la double nationalité franco-irlandaise jusqu'en 2012.
Nicolas Roche passe son enfance entre la France et l'Irlande. Il habite près de Paris de six à onze ans, puis réside à Dublin de 1996 à 1999. Il y étudie au Lycée français d'Irlande à Foxrock pendant deux ans, puis au Blackrock College (en) pendant un an. Il fait ses débuts en cyclisme, à l'âge de 12 ou 13 ans. Il prend sa première licence au Orwell Wheelers, club dont son père a été membre. Il pratique également le football au Park Celtic Football Club, puis le rugby lorsqu'il intègre le Blackrock College.
De retour dans le sud de la France en 1999, il s'inscrit à l'Olympique cyclo-club d'Antibes et y reste trois saisons. En catégorie junior, il est sélectionné en équipe d'Irlande et dispute son premier championnat du monde, à Lisbonne en 2001. Victime d'une chute qui casse son vélo, il ne termine pas la course. En 2002, il rejoint l'OCCV Draguignan. Il remporte neuf victoires, dont le Tour d'Irlande juniors, où il porte le maillot de leader de bout en bout. Il prend la 88e place du championnat du monde junior à Zolder. Membre du Sprinter Club de Nice en début d'année 2003, il quitte ce club en avril à cause du « peu d'intérêt des épreuves proposées » et est engagé par le Vélo-Club La Pomme Marseille. Il ne pratique alors plus que le cyclisme.
Après avoir participé aux championnats de France en catégories cadet et junior, il dispute le championnat d'Irlande élite en 2004, et en prend la troisième place derrière les professionnels David O'Loughlin et David McCann.

### 2005-2006: débuts professionnels chez Cofidis
Nicolas Roche débute sur le circuit professionnel en août 2004, en tant que stagiaire au sein de l’équipe Cofidis. À la suite de bonnes performances - il est notamment membre de l'échappée qui se joue la victoire au Grand Prix d'Isbergues - il signe l’hiver suivant son premier contrat professionnel. En début d'année 2005, il opte pour la nationalité française, après avoir été informé à tort qu'il ne pourrait conserver une double nationalité. Il revient sur ce choix quelques mois plus tard, retrouvant la double nationalité franco-irlandaise, et une licence cycliste irlandaise.
Pour ces deux premières saisons de découverte, Nicolas Roche a souvent un rôle d’équipier pour ses leaders. Il parvient tout de même à se signaler en obtenant quelques places d’honneur sur des épreuves de Coupe de France, et en remportant sa première victoire professionnelle lors de la 4e étape du Tour de l'Avenir 2006 se terminant à Metz, lui permettant de vêtir le maillot jaune, qu'il conserve pendant 2 jours.

### 2007-2008: Crédit Agricole

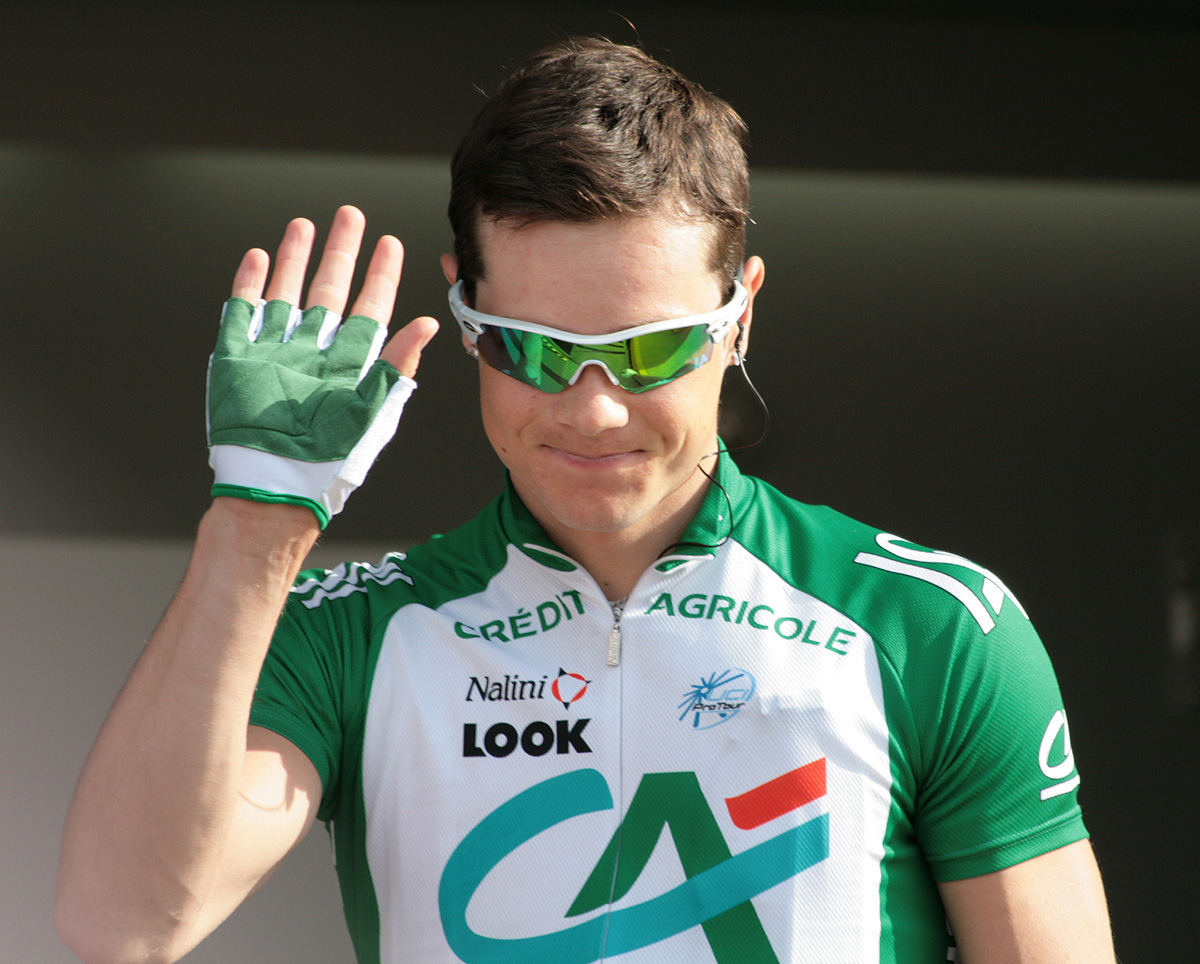
Nicolas Roche au départ de Liège-Bastogne-Liège 2008 avec le maillot du Crédit Agricole.

Nicolas Roche rejoint ensuite pour deux ans l’équipe Crédit agricole. 
Lors de sa première saison dans l'équipe de Roger Legeay, il participe à son premier Grand Tour avec une participation au Tour d'Italie. Il termine ce Giro à une 123e place à Milan. En juin, il devient pour la première fois champion d'Irlande contre-la-montre.
Lors de la saison 2008, il finit 6e du Tour ivoirien de la paix puis remporte la 1re étape du Grande Prémio Internacional Paredes Rota dos Móveis au Portugal. Apres un bel été au cours duquel il termine 7e du Tour de Wallonie, participe à ses premiers Jeux Olympiques, et gagne la 1re étape du Tour du Limousin, il est engagé sur le Tour d'Espagne. Il peut y jouer sa carte personnelle et démontre des progrès significatifs en haute montagne avec une 13e place finale à Madrid. Il se distingue en particulier lors de la 18e étape s'achevant à Las Rozas, finissant second derrière Imanol Erviti, les 2 coureurs étant départagés à la photo-finish. 

### 2009-2012: leader chez AG2R La Mondiale

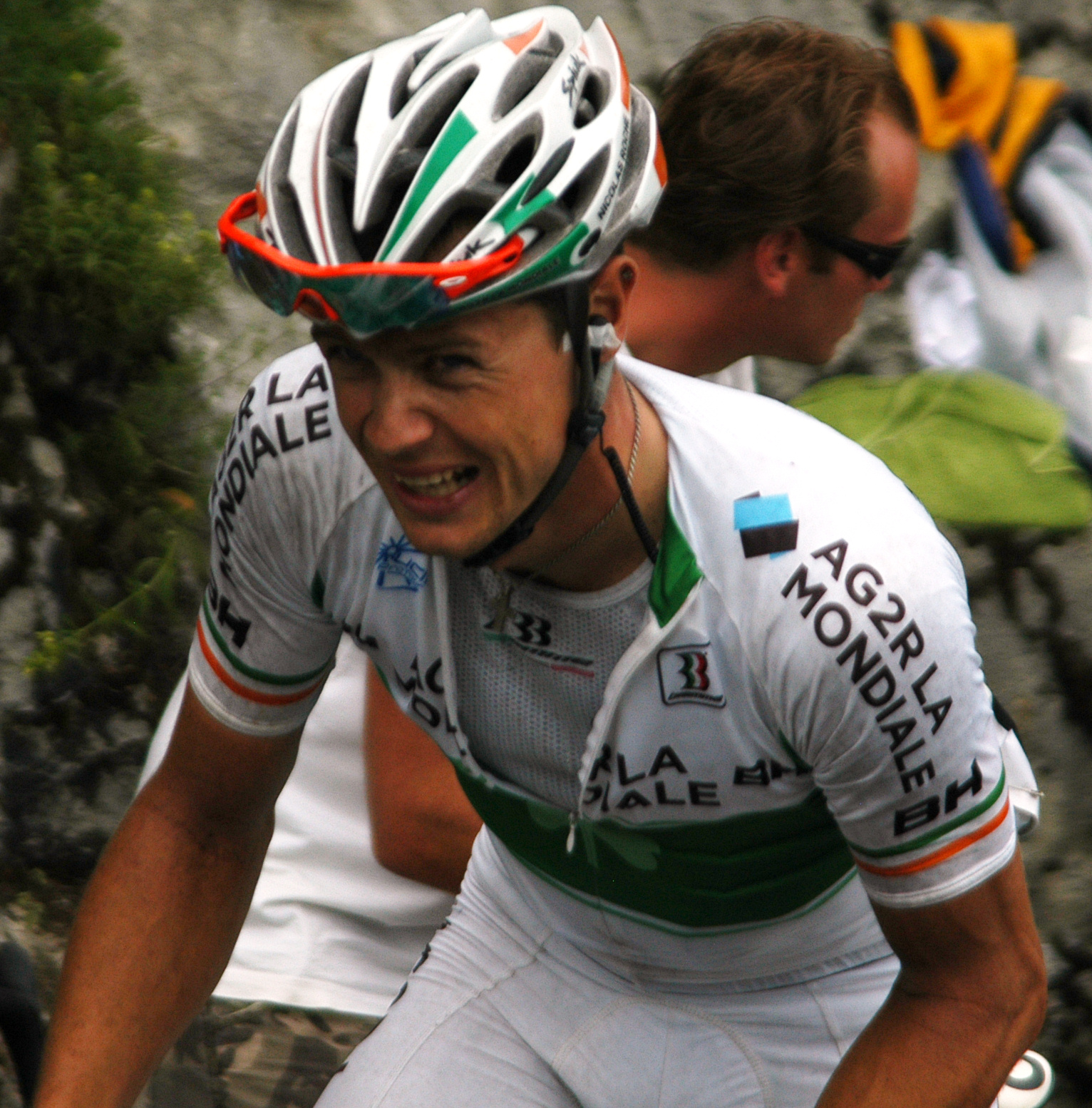
Nicolas Roche vêtu du maillot de champion d'Irlande

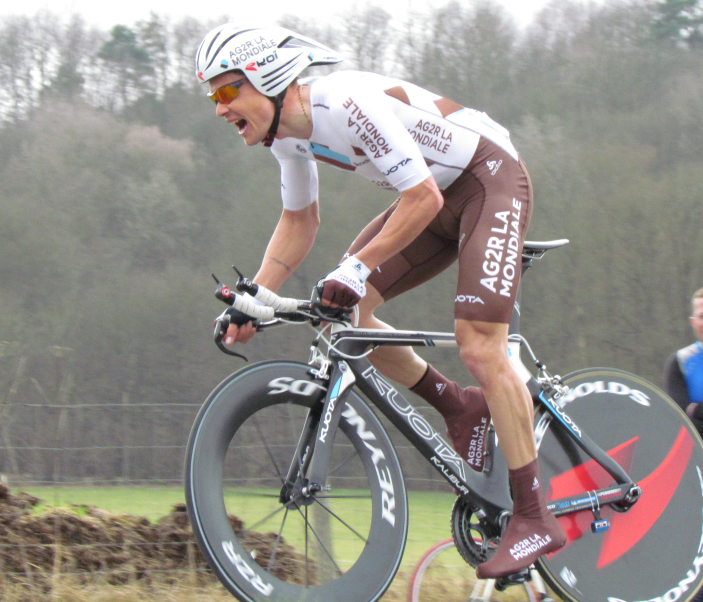
Nicolas Roche à Paris-Nice 2012.

Après l'annonce du retrait de l'équipe Crédit agricole en 2008, il signe chez AG2R La Mondiale pour deux saisons. 
Il réalise de bonnes performances dans plusieurs courses par étapes, terminant dans le top-20 du Tour Down Under, du Tour méditerranéen, du Critérium international et du Tour de Catalogne puis il remporte en solitaire la course en ligne du championnat d'Irlande, validant sa sélection pour le Tour de France. 
Au cours de la Grande Boucle, il contribue à défendre pendant plus d'une semaine le maillot jaune de son coéquipier Rinaldo Nocentini, se mêle régulièrement aux arrivées au sprint lors des étapes accidentées, et se distingue en troisième semaine par plusieurs échappées. Il termine 6e du classement par points, et premier coureur non-catalogué comme sprinter dans ce classement.
Il confirme ainsi les espoirs que place en lui son directeur sportif Vincent Lavenu, qui lui propose une prolongation de contrat d'un an, et le considère désormais comme l'un des leaders de sa formation.
Lors de la saison 2010, il est le coureur protégé de sa formation sur de nombreuses courses par étapes, et se classe 10e de Paris-Nice, 5e du Tour de Catalogne, 14e du Tour de France et enfin 6e du Tour d'Espagne, récoltant de précieux points UCI pour son équipe, et contribuant grandement à son intégration au nouveau circuit UCI World Tour la saison suivante. Il signe une nouvelle prolongation de contrat jusqu'à la fin de la saison 2012.
En 2011, il est un peu moins régulier et termine respectivement 26e et 16e des Tours de France et d'Espagne, ses 2 objectifs principaux de la saison. Il remporte néanmoins sa première victoire au niveau World Tour en fin de saison, lors de la 3e étape du Tour de Pékin en battant au sprint son compagnon d'échappée, compatriote, ancien coéquipier au Vélo-Club La Pomme Marseille et ami de longue date Philip Deignan.
Il se présente en 2012 avec sensiblement les mêmes objectifs, et termine cette fois 12e des Tours de France et d'Espagne. Il se classe entre autres 20e de Paris-Nice, 19e du Tour de Californie et 10e du Tour de Suisse, et participe également à ses seconds Jeux Olympiques.
Le 1er août 2012, il annonce dans l'Irish Independent avoir signé un contrat dans l'équipe danoise Saxo Bank-Tinkoff Bank, qui deviendra Saxo-Tinkoff.

### 2013-2014: Saxo-Tinkoff

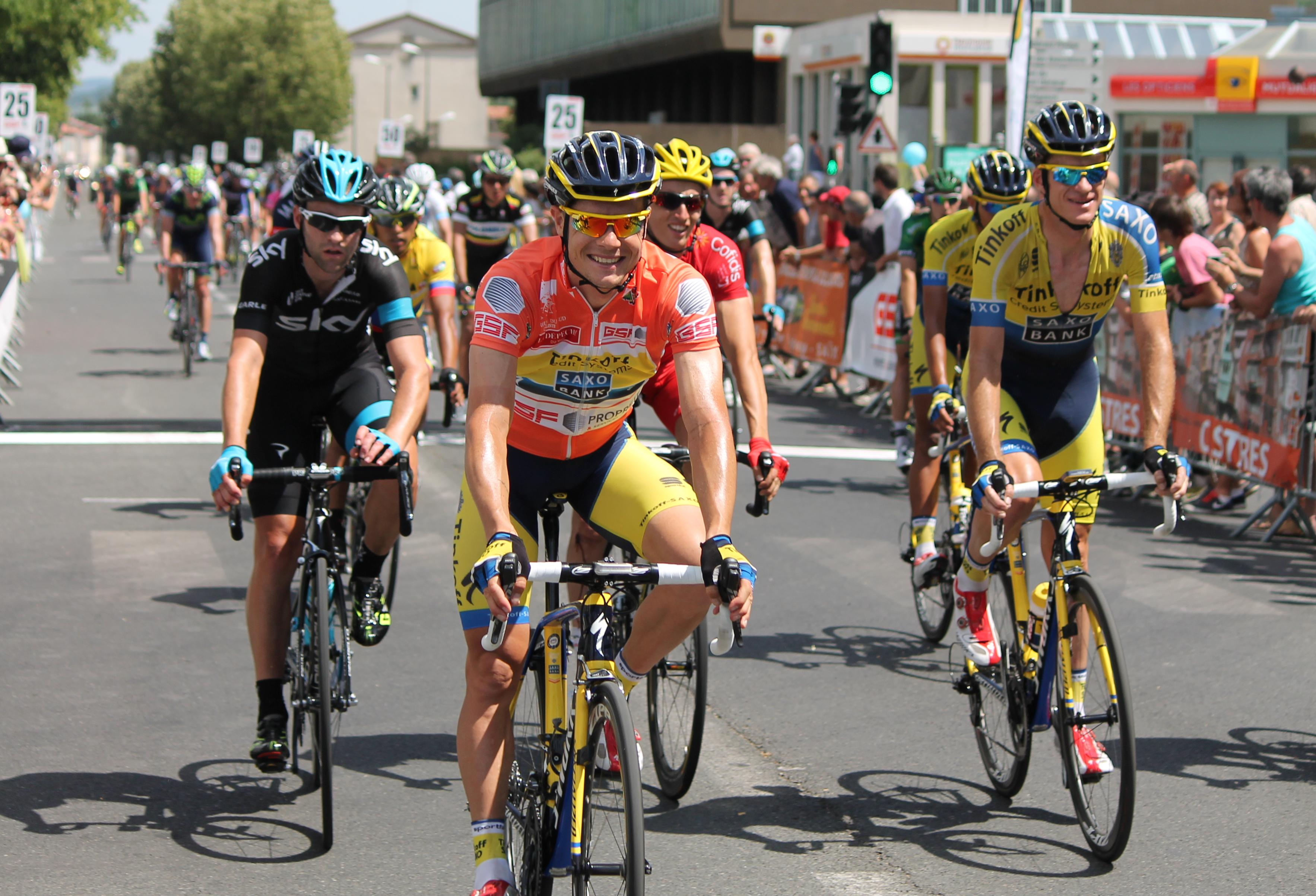
Nicolas Roche remporte la Route du Sud 2014.

Avec pour coéquipiers des coureurs reconnus comme Alberto Contador, Roman Kreuziger, Michael Rogers ou encore Rafal Majka, le rôle de Nicolas Roche dans sa nouvelle formation est le plus souvent celui d'un équipier, mais qui a parfois l'opportunité de jouer sa carte personnelle. 
Après un Tour de France au service d'Alberto Contador suivi d'une 5e place lors de la Classique de Saint-Sébastien, il est aligné comme co-leader avec Roman Kreuziger sur le Tour d'Espagne. 
Dans le final de la 2e étape, il s'isole en tête en compagnie de Leopold König, Domenico Pozzovivo et Daniel Moreno, et attaque en puncheur dans les derniers hectomètres pour remporter sa première victoire d'étape dans un grand tour. À l'issue de la 8e étape, il récupère le maillot rouge de leader du classement général, qu'il perd au profit de Daniel Moreno pour 1 seconde le lendemain. Longtemps dans la course au podium, il termine finalement cinquième de cette Vuelta, après en avoir porté les 4 maillots distinctifs.
En 2014, il est avec Rafał Majka co-leader de l'équipe au Tour d'Italie, qui part de Belfast en Irlande. Lors de la sixième étape, il est impliqué dans une chute au bas de la montée finale. Il passe la ligne d'arrivée avec un quart d'heure de retard sur le vainqueur et doit renoncer à bien figurer au classement général. Il figure ensuite dans plusieurs échappées, lui permettant de prendre une 4e place d'étape à Oropa et une 5e place au Monte Zoncolan. Il termine ce Giro à la 30e place. 
Fin juin, il remporte sa première course par étapes, la Route du Sud, au cours de laquelle il gagne en solitaire l'étape reine arrivant à Val Louron. Il succède ainsi au palmarès de l'épreuve à son père et à son cousin Daniel Martin, respectivement victorieux en 1985 et en 2008.
Au Tour de France, il est au service d'Alberto Contador. Celui-ci, blessé par une chute, abandonne lors de la 10e étape. L'objectif de l'équipe Tinkoff-Saxo pour le reste de la course est alors de remporter une étape. Roche se montre donc offensif les jours suivants. Lors de la onzième étape, entre Besançon et Oyonnax, il reçoit le prix de la combativité. Il est également échappé durant la 17e étape et aide Rafał Majka à gagner à Saint-Lary-Soulan.
Il termine la saison avec une 5e place au Tour de Grande-Bretagne.

### 2015-2016: Sky

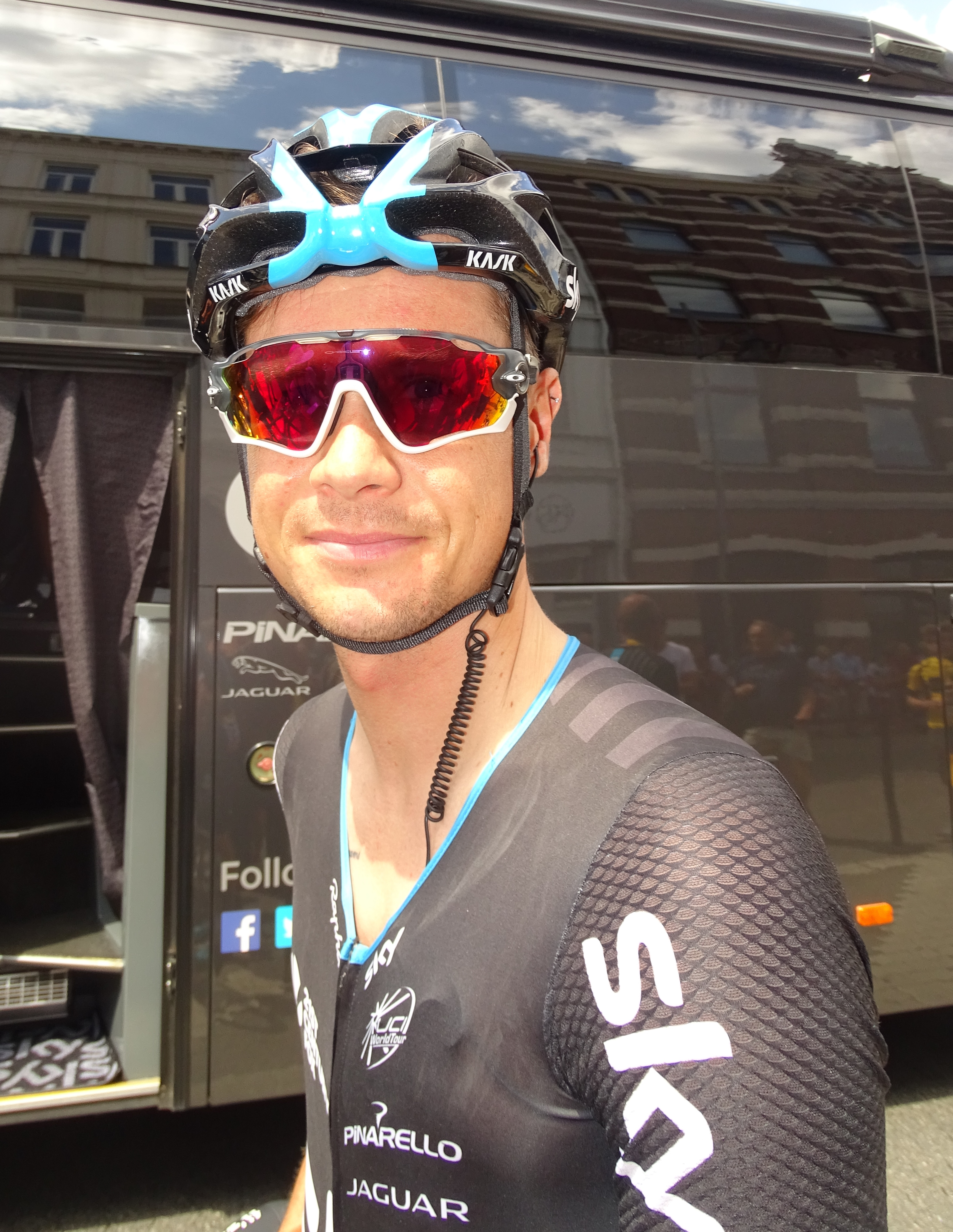
Nicolas Roche lors du départ de la 3e étape du Tour de France 2015 à Anvers.

Nicolas Roche s'engage dans l'équipe Sky en 2015 afin d'aider Chris Froome à gagner le Tour de France pour une seconde fois. Durant le premier semestre, il est équipier lors des victoires de Froome au Tour d'Andalousie, au Critérium du Dauphiné, et aux succès de Richie Porte à Paris-Nice et au Tour de Catalogne.
Apres avoir rempli son rôle d'équipier pour Chris Froome lors de sa victoire au Tour de France, Roche est aligné sur le Tour d'Espagne où il a davantage de liberté. Il est 4e du classement général jusqu'a la difficile 11e étape en Andorre, au cours de laquelle il perd beaucoup de temps. Il remporte en troisième semaine la 18e étape, battant au sprint son compagnon d'échappée Haimar Zubeldia.
En 2016, il se classe 2e du Tour de Yorkshire derrière Thomas Voeckler et participe dans la foulée au Giro, qu'il termine 24e. Il fait le doublé course en ligne et contre-la-montre lors des championnats d'Irlande mais sa formation ne le sélectionne pas pour le Tour de France. En seconde partie de saison, il se classe 9e de la Classique de Saint-Sébastien, 6e du Tour de Grande-Bretagne et 2e du Tour d'Abou Dabi.

### 2017-2018: BMC Racing
Nicolas Roche rejoint l'équipe BMC Racing en 2017.
Il abandonne le Tour d'Italie 2018 lors de la 15e étape. C'est son premier abandon sur un grand tour en 19 participations. En août, il termine cinquième de l'Arctic Race of Norway.

### 2019-2021: fin de carrière chez Sunweb/DSM
À la suite de la cessation d'activité de l'équipe BMC (rachetée par CCC, le fabricant est toujours présent dans le peloton professionnel chez Dimension Data), Roche a trouvé refuge chez Sunweb où il pourra épauler, sinon suppléer, entre autres, le champion hollandais Tom Dumoulin.
Lors de la 2e étape de la Vuelta, il s'échappe dans le final en compagnie de plusieurs favoris, notamment Fabio Aru, Nairo Quintana et Primož Roglič, et s'empare du maillot rouge de leader. Il cède sa tunique au soir de la 5e étape, avant de devoir abandonner le lendemain, victime d'une chute collective.
En 2020, il se classe deuxième du championnat d'Irlande du contre-la-montre derrière Conn McDunphy.
En fin de contrat au sein de l'équipe DSM, il met un terme à sa carrière à l'issue des championnats d'Irlande de cyclisme sur route, le 5 octobre 2021.

### Après carrière
En 2022, il est nommé directeur sportif de la sélection irlandaise sur route. Il s'occupe des sélections élites, espoirs et juniors. Il participe à plusieurs épreuves du nouveau circuit UCI de gravel, obtenant sa sélection pour la 1re édition des championnats du monde de la spécialité, qu'il termine 47e.
Il est également commentateur pour la retransmission télévisée en langue anglaise du Tour de France, au coté de Anthony McCrossan.

## Palmarès et résultats

### Palmarès amateur
| - 2002 - Tour d'Irlande juniors : - Classement général - 1re (contre-la-montre) et 3e étapes - 2e du championnat d'Irlande sur route juniors - 2e du Tour PACA juniors - 2e du Tour de la Vallée de la Trambouze | - 2003 - 3e du Grand Prix du Faucigny - 2004 - 2e du Tour du Loir-et-Cher - 3e de la Ronde de l'Oise |  |

### Palmarès professionnel
- 2004
  - 3e du championnat d'Irlande sur route
- 2006
  - 4e étape du Tour de l'Avenir
- 2007
  -  Champion d'Irlande du contre-la-montre
- 2008
  - 1re étape du Grande Prémio Internacional Paredes Rota dos Móveis
  - 1re étape du Tour du Limousin
- 2009
  -  Champion d'Irlande sur route
- 2010
  - 2e du championnat d'Irlande sur route
  - 3e du Gran Premio dell'Insubria
  - 5e du Tour de Catalogne
  - 6e du Tour d'Espagne[note 1],[19]
  - 8e de la Classique de Saint-Sébastien
  - 10e de Paris-Nice[20]
- 2011
  - 3e étape du Tour de Pékin
- 2012
  - 2e du championnat d'Irlande sur route
  - 3e du championnat d'Irlande du contre-la-montre
  - 10e du Tour de Suisse
- 2013
  - 2e étape du Tour d'Espagne
  - 5e de la Classique de Saint-Sébastien
  - 5e du Tour d'Espagne
- 2014
  - Route du Sud :
    - Classement général
    - 2e étape
- 2015
  - 1re étape du Tour de Romandie (contre-la-montre par équipes)
  - 18e etape du Tour d'Espagne
- 2016
  -  Champion d'Irlande sur route
  -  Champion d'Irlande du contre-la-montre
  - 2e du Tour de Yorkshire
  - 2e du Tour d'Abou Dabi
  - 8e du championnat d'Europe du contre-la-montre
  - 9e de la Classique de Saint-Sébastien
- 2017
  - 1re étape du Tour de la Communauté valencienne (contre-la-montre par équipes)
  - 1re étape du Tour d'Espagne (contre-la-montre par équipes)
  - 2e du championnat d'Irlande du contre-la-montre
  - 3e du Tour du Guangxi
  - 10e de la Classique de Saint-Sébastien
- 2018
  - 10e du Tour de Turquie
- 2019
  - 10e du Tour de Suisse
- 2020
  - 2e du championnat d'Irlande sur route
  - 2e du championnat d'Irlande du contre-la-montre
- 2021
  - 2e du championnat d'Irlande du contre-la-montre

### Résultats sur les grands tours

#### Tour de France
10 participations
- 2009 : 23e
- 2010 : 14e[note 2],[22]
- 2011 : 26e
- 2012 : 12e
- 2013 : 40e, vainqueur du classement par équipes avec l'équipe Saxo-Tinkoff
- 2014 : 39e
- 2015 : 35e
- 2017 : 33e
- 2019 : 45e
- 2020 : 64e

#### Tour d'Italie
5 participations
- 2007 : 122e
- 2014 : 30e
- 2016 : 24e
- 2018 : abandon (15e étape)
- 2021 : 59e

#### Tour d'Espagne
9 participations
- 2008 : 13e
- 2010 : 6e[note 1],[19]
- 2011 : 16e
- 2012 : 12e
- 2013 : 5e, vainqueur de la 2e étape,  maillot rouge pendant 1 jour
- 2015 : 26e, vainqueur de la 18e étape
- 2017 : 14e, vainqueur de la 1re étape (contre-la-montre par équipes)
- 2018 : 40e
- 2019 : abandon (6e étape),  maillot rouge pendant 3 jours

### Classements mondiaux
Jusqu'en 2004, le classement UCI concerne tous les coureurs ayant obtenu des points lors de courses du calendrier international de l'Union cycliste internationale (324 courses en 2004). En 2005, l'UCI ProTour et les circuits continentaux sont créés, ayant chacun leur classement. De 2005 à 2008, le classement de l'UCI ProTour classe les coureurs membres d'équipes ProTour en fonction des points qu'ils ont obtenus lors des courses du calendrier UCI ProTour, soit 28 courses en 2005, 27 en 2006, 26 en 2007. En 2008, le calendrier du ProTour est réduit à 15 courses en raison du conflit entre l'UCI et les organisateurs de plusieurs courses majeures. Les trois grands tours, Paris-Roubaix, la Flèche wallonne, Liège-Bastogne-Liège, le Tour de Lombardie, Tirreno-Adriatico et Paris-Nice ne sont donc pas pris en compte dans le classement ProTour 2008. En 2009 et 2010, un « classement mondial UCI » remplace le classement ProTour. Il prend en compte les points inscrits lors des courses ProTour et des courses qui n'en font plus partie, regroupées dans un « calendrier historique », soit au total 24 courses en 2009 et 26 en 2010. Ce nouveau classement prend en compte les coureurs des équipes continentales professionnelles. En 2011, l'UCI ProTour devient l'UCI World Tour et reprend dans son calendrier les courses qui l'avaient quitté en 2008. Il comprend 27 courses en 2011.
Nicolas Roche apparaît pour la première fois au classement UCI en 2004. Il obtient son meilleur classement en 2010 : 32e du classement mondial.
| Année                                 | 2004  | 2005 | 2006 | 2007 | 2008 | 2009 | 2010 | 2011 | 2012 | 2013 | 2014 | 2015 | 2016 | 2017 | 2018  | 2019 | 2020 | 2021 |
| ------------------------------------- | ----- | ---- | ---- | ---- | ---- | ---- | ---- | ---- | ---- | ---- | ---- | ---- | ---- | ---- | ----- | ---- | ---- | ---- |
| Classement UCI                        | 1069e |      |      |      |      |      |      |      |      |      |      |      |      |      |       |      |      |      |
| UCI ProTour                           |       | nc   | nc   | 190e | nc   |      |      |      |      |      |      |      |      |      |       |      |      |      |
| Calendrier mondial                    |       |      |      |      |      | 144e | 32e  |      |      |      |      |      |      |      |       |      |      |      |
| UCI World Tour                        |       |      |      |      |      |      |      | 131e | 73e  | 36e  | 193e | 113e | 176e | 77e  | 213e  |      |      |      |
| Classement mondial                    |       |      |      |      |      |      |      |      |      |      |      |      | 110e | 81e  | 171e  | 352e | 245e | 472e |
| UCI Europe Tour                       |       |      |      |      |      |      |      |      |      |      |      |      | 113e | 268e | 1029e | 284e | 203e | 384e |
| UCI Asia Tour                         |       |      |      |      |      |      |      |      |      |      |      |      | 36e  | nc   | 63e   |      |      |      |
| UCI America Tour                      |       |      |      |      |      |      |      |      |      |      |      |      | 251e | nc   | nc    |      |      |      |
|                                       |       |      |      |      |      |      |      |      |      |      |      |      |      |      |       |      |      |      |
| Légende : nc = non classéSource : UCI |       |      |      |      |      |      |      |      |      |      |      |      |      |      |       |      |      |      |